# De kleine zeemeermin (beeld)
De kleine zeemeermin (Deens: Den lille Havfrue) is een wereldberoemd standbeeld in de Deense hoofdstad Kopenhagen. Het stelt de hoofdpersoon voor uit het gelijknamige sprookje van Hans Christian Andersen.
Het beeld van de zeemeermin werd gemaakt door Edward Eriksen (1876-1959), in opdracht van Carl Jacobsen, van de brouwerij Carlsberg. Het is 1,25 meter groot en werd op 23 augustus 1913 op een rots in de haven gezet. Het is uitgegroeid tot een van de belangrijkste toeristische attracties in Kopenhagen.
Deze zeemeermin heeft tot aan de enkels twee duidelijk te onderscheiden benen en heeft twee staarten.
Op 24 april 1964 werd het beeld onthoofd. Deze daad werd later opgeëist door de kunstenaar Jørgen Nash.
Sinds die tijd is het beeld vaker beklad en beschadigd door vandalen.
Verder is ze verscheidene keren aangekleed. Al minstens twee keer heeft ze een boerka aangehad en in mei 2007 werd ze uitgedost met een hoofddoekje. Wellicht wordt het beeld verder in het water geplaatst zodat het lastiger te bereiken is.
In 2010 werd het beeld naar de Chinese stad Shanghai getransporteerd om daar te worden tentoongesteld op de Wereldtentoonstelling. Dit leidde in Denemarken tot veel verontwaardiging. Veel Denen lieten weten dat de zeemeermin thuishoort in Kopenhagen en nergens anders. Het Deense Natuurhistorisch Museum plaatste bij wijze van grap een zeemeerminnenskelet op de lege sokkel.

## Afbeeldingen

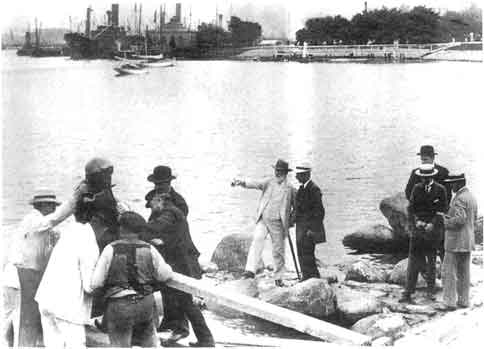
Plaatsing van het beeld in 1913
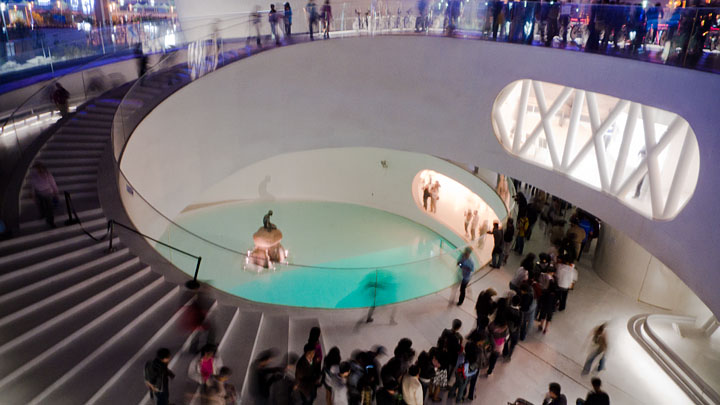
Het beeld op de Expo 2010 in Shanghai
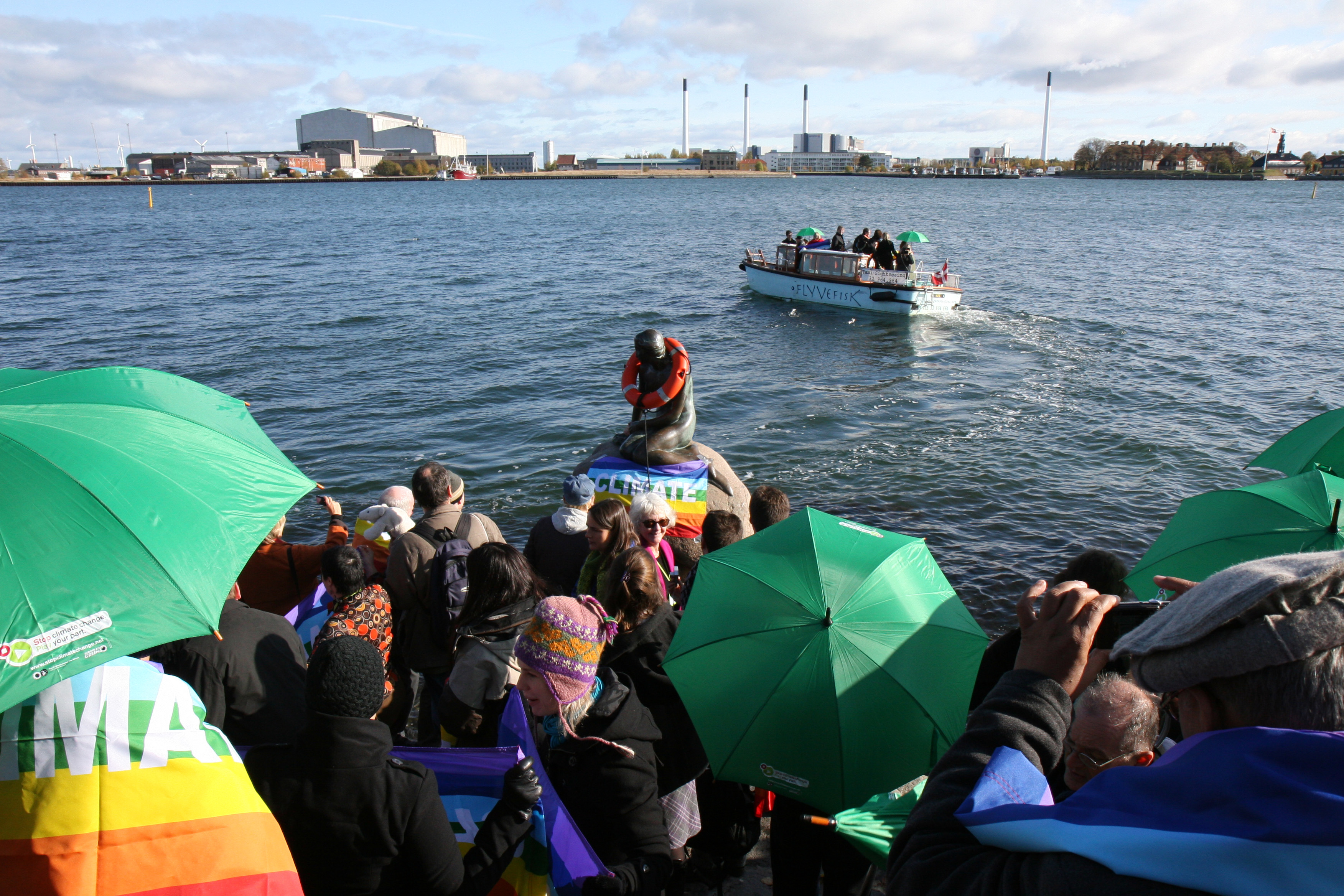
Protest bij het beeld in 2009 om aandacht te vragen voor de stijgende zeespiegel